# لادیو (میزوری)
لادیو (به انگلیسی: Ladue) یک شهر در ایالات متحده آمریکا است که در سنت لوئیس، میزوری واقع شده‌است. لادیو ۲۲٫۱۴ کیلومتر مربع مساحت و ۸٬۵۲۱ نفر جمعیت دارد و ۱۶۶٫۱۲ متر بالاتر از سطح دریا قرار دارد.